# 比斯塔韦利亚
比斯塔韦利亚，是西班牙阿拉贡自治区萨拉戈萨省的一个市镇。 总面积22平方公里，总人口36人（2001年），人口密度2人/平方公里。